# Llista d'alcaldes de Lliçà d'Amunt
Relació històrica d'alcaldes de Lliçà d'Amunt:
| Núm. |  | Alcalde                     | Inici mandat          | Fi de mandat         | Partit polític | Partit polític                       |
| ---- |  | --------------------------- | --------------------- | -------------------- | -------------- | ------------------------------------ |
| 1    |  | Josep Artigas i Catafau     | 1 de gener de 1848    |                      |                |                                      |
|      |  | ...                         |                       |                      |                |                                      |
|      |  | Andreu Xiol                 | 1869                  | 1872                 |                |                                      |
|      |  | ...                         |                       |                      |                |                                      |
|      |  | Domingo Puig i de Sanromà   | 1875                  | 1876                 |                |                                      |
|      |  | ...                         |                       |                      |                |                                      |
|      |  | Josep Mas i Pascual         | 1877                  | 1881                 |                |                                      |
|      |  | ...                         |                       |                      |                |                                      |
|      |  | Domingo Puig i de Sanromà   | 1884                  | 1885                 |                |                                      |
|      |  | ...                         |                       |                      |                |                                      |
|      |  | Joaquim Xiol i Quintana     | 3 de novembre de 1895 | 23 de juny de 1901   |                |                                      |
|      |  | Andreu Pou i Roca           | 23 de juny de 1901    | 1 de gener de 1904   |                |                                      |
|      |  | Patrici Artigas i Pagès     | 1 de gener de 1904    | 1 de gener de 1909   |                |                                      |
|      |  | Fèlix Relats i Iglésias     | 1 de gener de 1909    | 24 de juliol de 1909 |                |                                      |
|      |  | Josep Manent i Viñeta       | 1 de gener de 1910    | 1 de gener de 1912   |                |                                      |
|      |  | Josep Sala i Sanromà        | 1 de gener de 1912    | 1 d'abril de 1920    |                |                                      |
|      |  | Josep Artigas i Riera       | 1 d'abril de 1920     | 1 de març de 1922    |                |                                      |
|      |  | Pere Relats i Padró         | 1 de març de 1922     | 3 d'octubre de 1923  |                | Lliga Regionalista                   |
|      |  | Josep Sala i Sanromà        | 3 d'octubre de 1923   | 26 de febrer de 1930 |                | Dictadura de Primo de Rivera         |
|      |  | Josep Puig i Xiol           | 26 de febrer de 1930  | 21 de maig de 1933   |                |                                      |
|      |  | Julià Martí i Pou           | 21 de maig de 1933    | 14 de juny de 1935   |                | Centre Republicà Federal (ERC)       |
|      |  | Antoni Parera i Bellonch    | 14 de juny de 1935    | 27 de febrer de 1936 |                | Comissió gestora                     |
|      |  | Julià Martí i Pou           | 27 de febrer de 1936  | 29 de gener de 1939  |                | Centre Republicà Federal (ERC)       |
|      |  | Pere Bonet i Serrat         | 29 de gener de 1939   | 26 de gener de 1945  |                | Dictadura Franquista                 |
|      |  | Pere Manent i Torras        | 26 de gener de 1945   | 20 de març de 1953   |                | Dictadura Franquista                 |
|      |  | Pere Relats i Padró         | 20 de març de 1953    | 11 de juny de 1958   |                | Dictadura Franquista                 |
|      |  | Joan Sala i Rocarias        | 11 de juny de 1958    | 8 de gener de 1965   |                | Dictadura Franquista                 |
|      |  | Pere Riera i Nadal          | 8 de gener de 1965    | 27 d'octubre de 1975 |                | Dictadura Franquista                 |
|      |  | Josep Cladellas i Cladellas | 27 d'octubre de 1975  | 19 d'abril de 1979   |                | Dictadura Franquista                 |
|      |  | Isidre Ballester i Torras   | 19 d'abril de 1979    | 24 de maig de 2003   |                | Convergència i Unió                  |
|      |  | Joaquim Ferriol i Tarafa    | 14 de juny de 2003    | 26 de maig de 2007   |                | Esquerra Republicana de Catalunya    |
|      |  | Ignaci Simón i Ortoll       | 16 de juny de 2007    | En el càrrec         |                | Partit dels Socialistes de Catalunya |